# Quartier Croix-Rouge – Croix du Sud

Les douze conseils de quartier de Reims
Barbâtre - Saint-Remi - Verrerie
Bois d'Amour - Porte de Paris - Courlancy
Centre-ville
Cernay Jamin - Jean Jaurès - Épinettes
Clairmarais - Charles Arnould
Châtillons
Chemin Vert - Europe
Croix-Rouge - Hauts de Murigny
La Neuvillette - Trois-Fontaines
Laon Zola - Neufchâtel - Orgeval
Maison-Blanche - Sainte-Anne - Wilson
Murigny

Croix-Rouge est un quartier du sud-ouest de la ville française de Reims, il est entouré par la commune de Tinqueux au nord et la commune de Bezannes au sud.
Il est notamment bordé sur sa partie ouest par l'autoroute A4.
Il se trouve au centre des gares Champagne-Ardenne TGV, de Reims-Maison-Blanche et de Franchet d'Esperey ainsi que de la gare SNCF du centre de Reims. Il est traversé par les lignes de tramway A et B et les lignes du nouveau[Quand ?] réseau Citura avec les lignes 4, 7,11,12 et 13.

## Données chiffrées
Le quartier Croix-Rouge abrite entre 10000 et 20000 habitants, 7 901 logements pour 1 110 maisons, 6 % des ménages sont propriétaires et 42 % sont locataires en HLM.

## Description et urbanisme
Le 25 août 1962 des terres arables, sur une hauteur sont déclarées d'utilité publique et sur 270 hectares, les travaux ne commenceront qu'en 1968. De grands espaces verts structurent un ensemble densément peuplé par de nombreux immeubles, plusieurs groupes de maisons individuelles en font partie.
Le quartier se décompose en trois zones distinctes : la ZUP Croix-Rouge, Les polygones et La Lézardière. 

## Croix Rouge

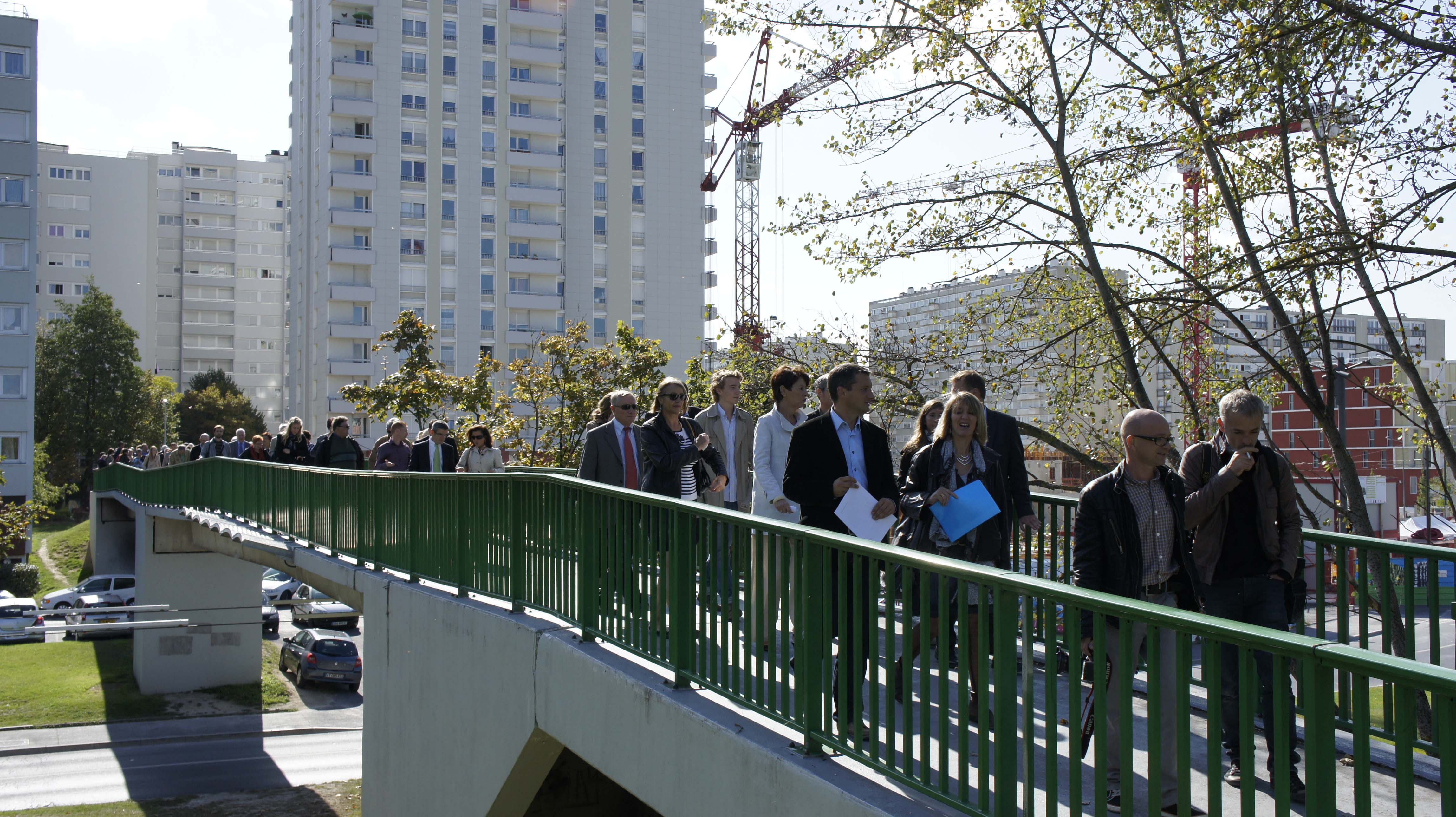
Vue sur un coin de Croix-Rouge depuis le parc St-John-Perse.

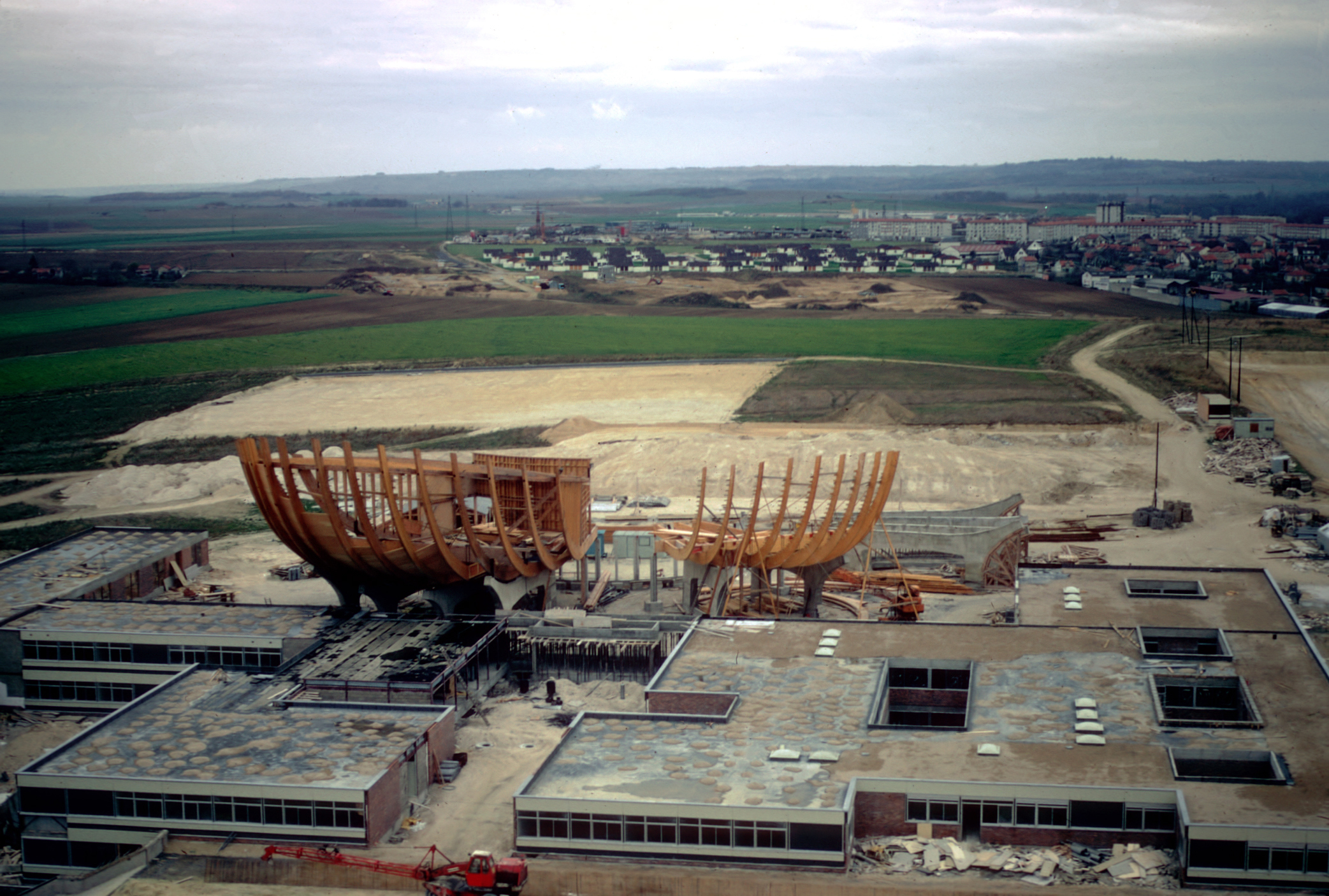
Construction du campus Croix-Rouge, 1969.

Jouxtant le campus de l'URCA (Taittinger) et le parc St John Perse, les ensembles ont été construits par Reims habitat, qui en est encore le bailleur aujourd'hui. Certains appartements sont en accession à la propriété. Le Quartier Croix Rouge est presque entièrement constitué de longues et grandes barres HLM sauf au nord du quartier (fond du parc St John Perse) où il y a une zone pavillonnaire, La Lézardière (un ensemble de maisons qui entoure le cimetière de l'ouest et fait l'articulation avec le quartier Porte de Paris). Croix Rouge est séparé de Croix du Sud par l'hippodrome.

### La Lézardière - Les Polygones (sous quartier)
C'est un groupe d'immeubles au fond de Croix Rouge ayant la forme d'hexagones qui jouxte l'U.R.C.A et l'un des deux campus rémois de l'école de commerce Neoma Business School, il se trouve au nord du quartier et est mitoyen de l'espace vert Saint-John-Perse. Ces constructions furent réalisées par Plurial Novilia (anciennement L'Effort Rémois) sur 16 hectares et comprennent 110 logements.

### Séparation entre Croix-Rouge et Croix-du-Sud
Ce qui sépare Croix-Rouge et Croix du Sud est aussi appelé quartier Arago.

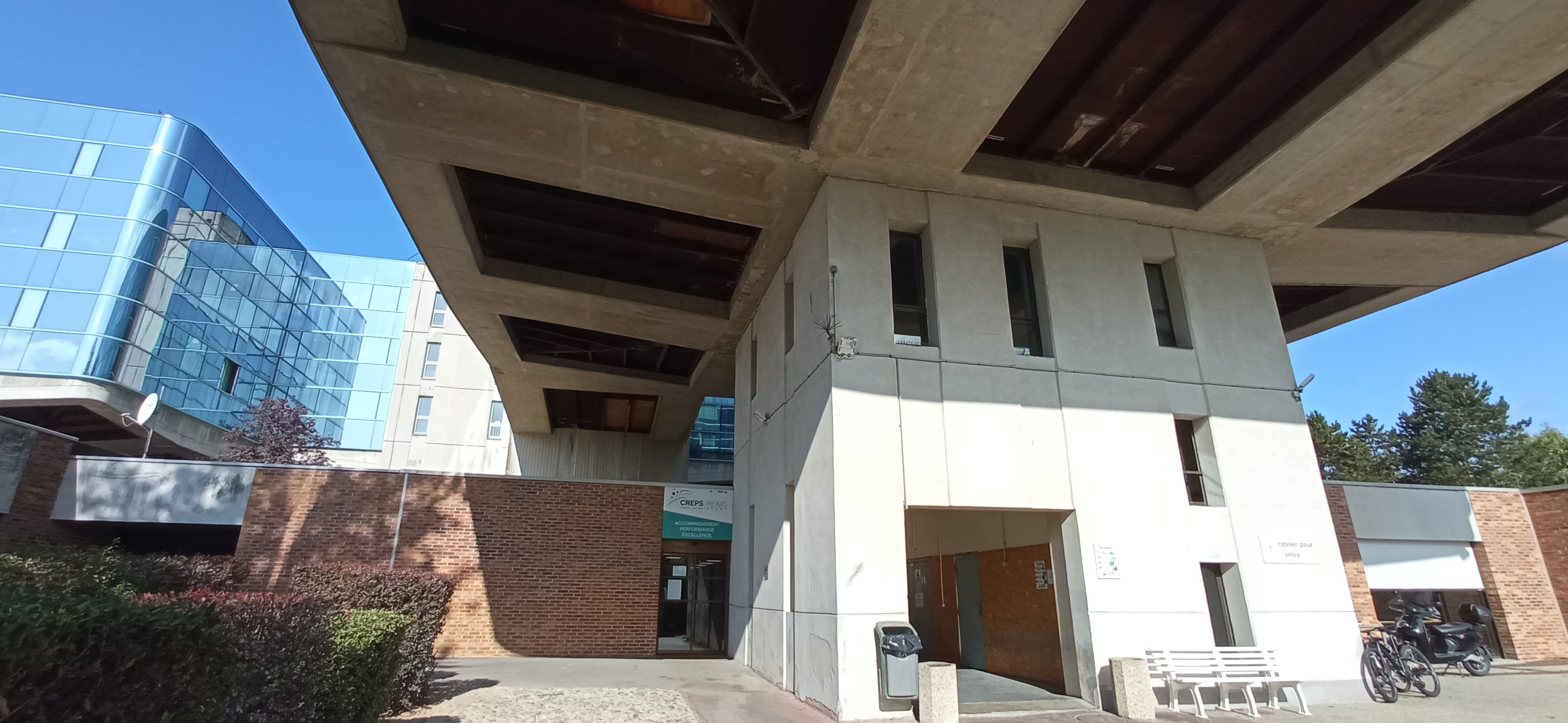
Le Centre de ressources, d'expertise et de performance sportives.

Dans ce "quartier", il y a deux lycées, Joliot Curie et Arago. Il y a aussi le Creps. Le quartier est presque entièrement constitué de maison sauf au nord avec quelques immeubles posé sur le centre commercial construit par le Foyer rémois. Il comprend des commerces comprenant notamment un bureau de poste et une antenne de la Mairie, une antenne du CCAS en font partie, cet ensemble est profondément remanié par le passage du tramway et deux programmes de rénovation urbaine de l'ANRU.

## Loisirs et lieux d'intérêt
- Complexe sportif comprenant des gymnases, la patinoire J. Barrot, des terrains de football et de tennis.
- L'hippodrome, il fut bâti en 1952 sur l'ancien aérodrome du docteur Crochet et a une emprise de 20 ha.

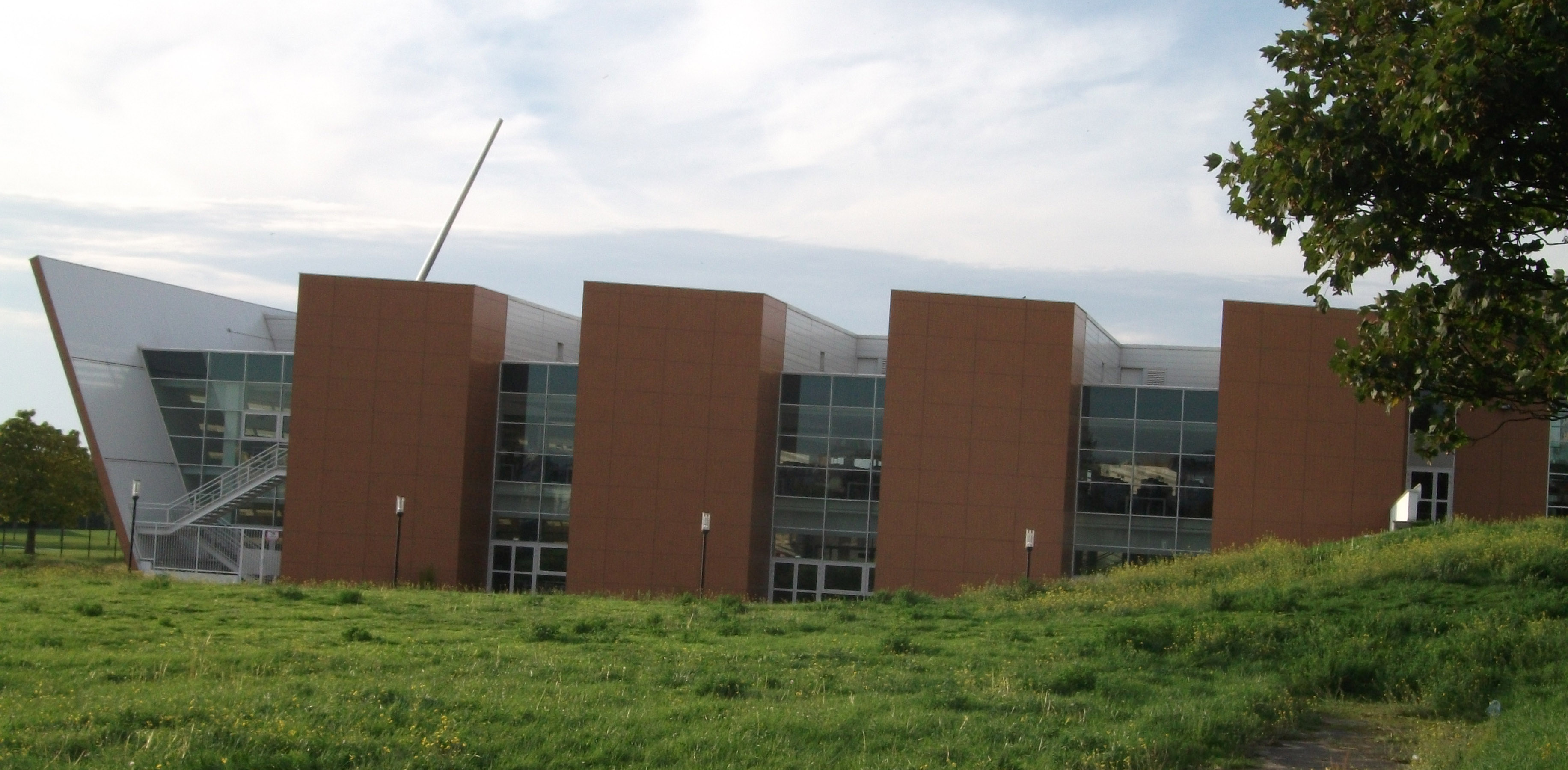
Bibliothèque Sorbon.

- Église Saint-Bruno.
- Piscine du Château d'eau.
- Les jardins familiaux.

## Services publics

### Administration
- Mairie annexe rue Joliot-Curie.

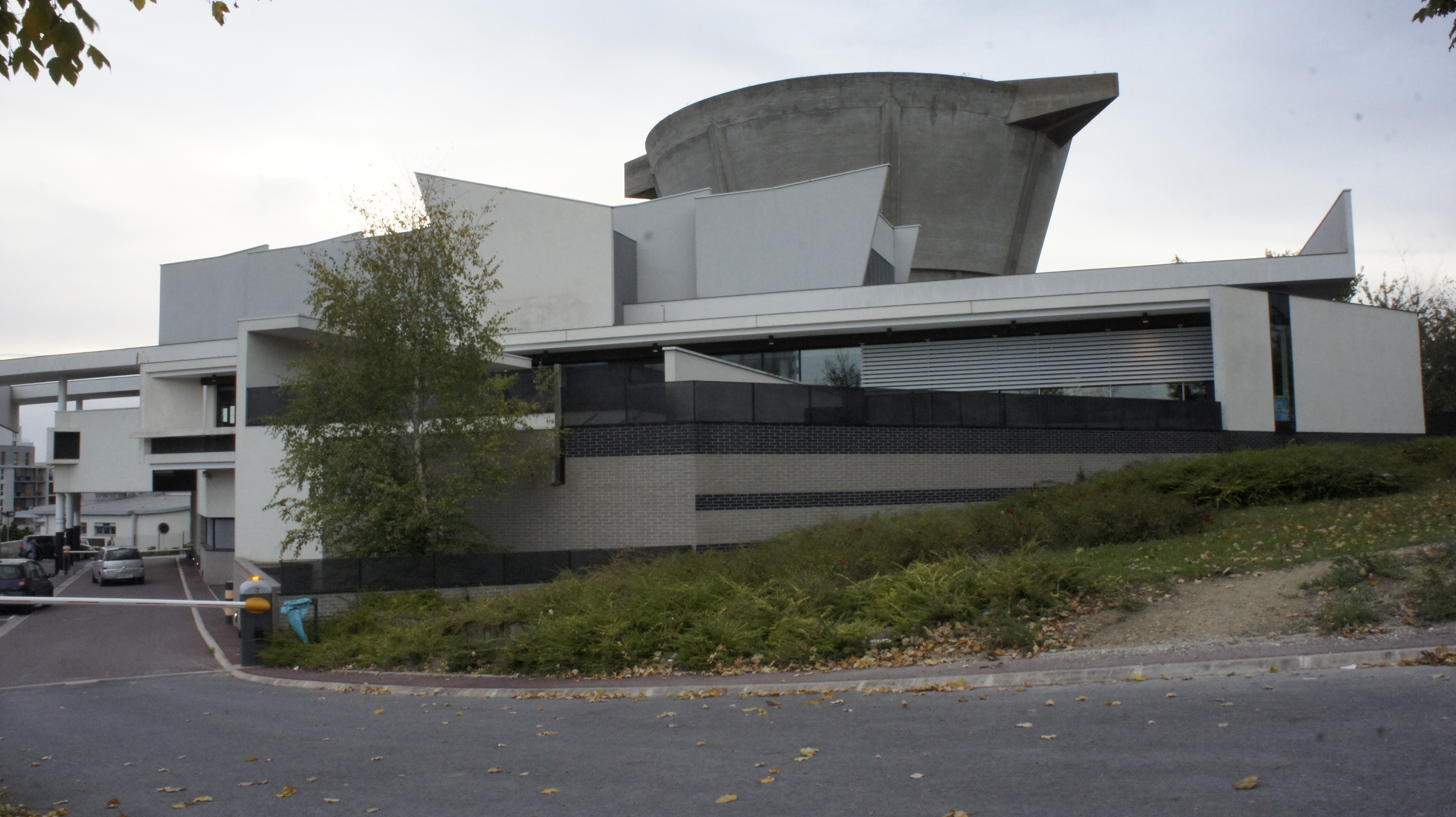
La médiathèque Croix-Rouge devant le château d'eau.

- Maisons de quartier Croix-Rouge qui se subdivise en plusieurs locaux : Watteau, Pays de France, Billard.
- Cimetière de l'ouest.
- Médiathèque Croix-Rouge,
- Chaufferie urbaine du quartier Croix-Rouge.

### Enfance et enseignement
- Écoles primaires Joliot-Curie, Docteur-Roux, Provenceaux, Galilée, de l'Hippodrome, Ravel-Franchet, Gerbault, Gilberte-Droit, Dr Billard.
- Écoles maternelles Gilberte-Droit, Provenceaux-Schuman, Billard-Legros, Gerbault, Auvergnat.
- Collèges Joliot-Curie, F.Legros, Georges-Braque.
- Lycées professionnels Arago et Joliot-Curie.
- Université de Reims Champagne-Ardenne : droit, sciences économiques, lettres, psychologie, histoire géographie, paes.
- Bibliothèque universitaire Robert de Sorbon.
- NEOMA Business School.
- L'école nationale de police de Reims, avenue Maréchal-Juin.
- Le C.R.E.P.S.
- L'I.R.T.S.

### Santé et sécurité

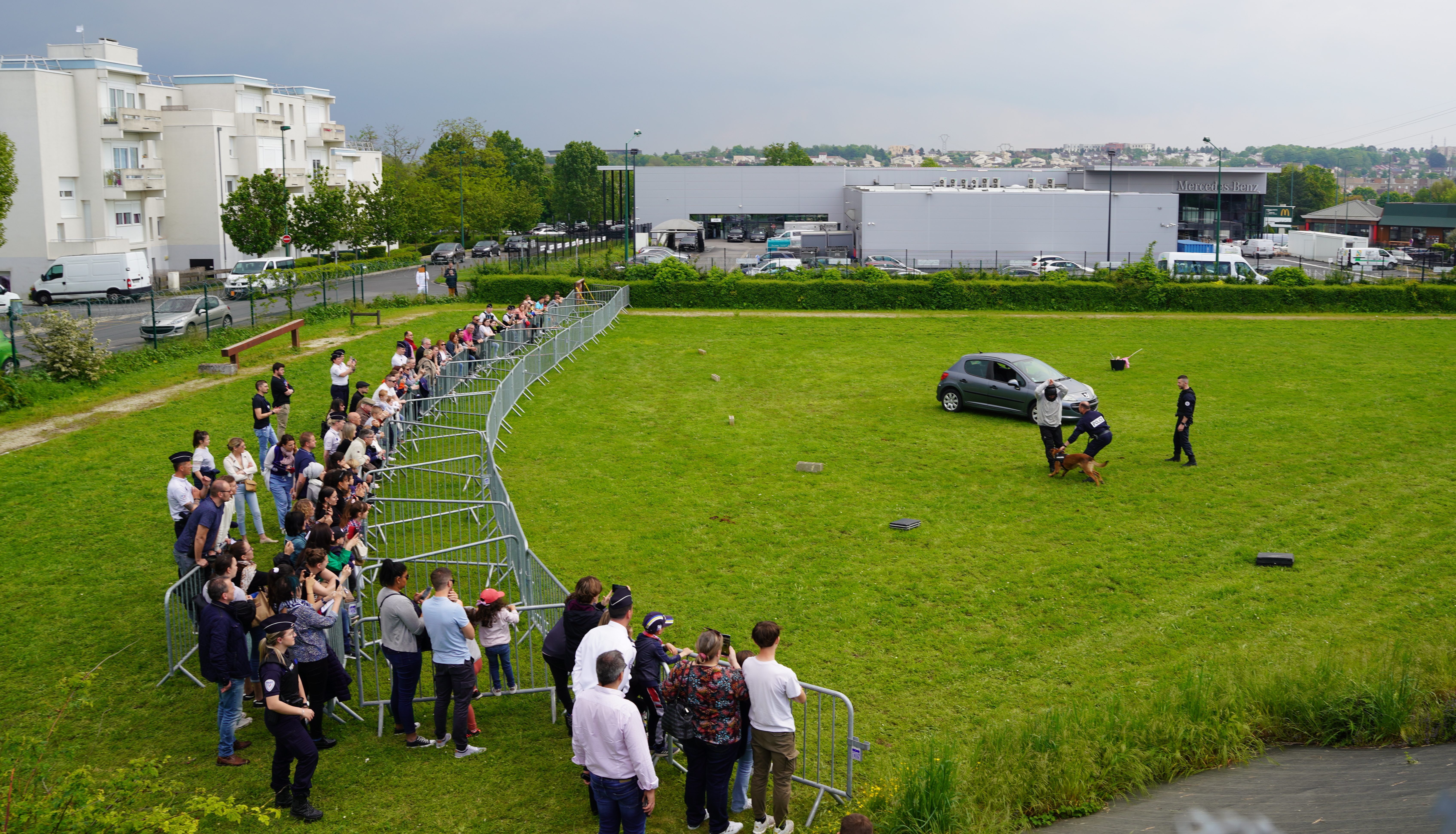
L'École nationale de police au 13, avenue du Maréchal Juin.

- Caserne des pompiers de Reims-Marchandeau

## Économie

### Principaux centres commerciaux
- rue Bonaparte.

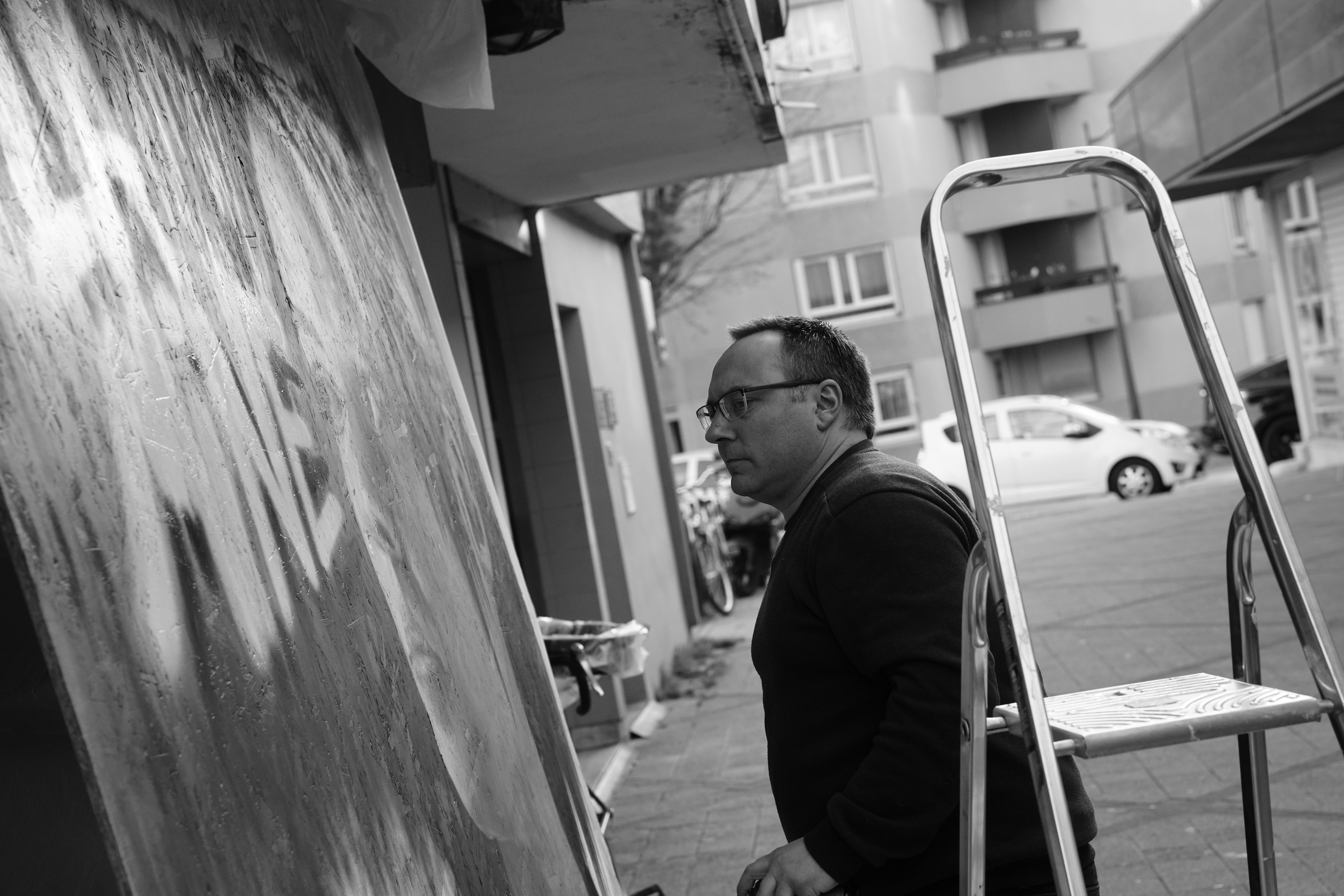
La galerie La Mine dans le centre commercial de l'Allée Yves-Gandon.

- Supermarché Match hippodrome (fermé depuis juin 2015[2]).
- place de Lisieux.

### Entreprises notables et parcs d'activités
Le quartier possède un Réseau de chaleur de Reims et une Chaufferie urbaine du quartier Croix-Rouge.

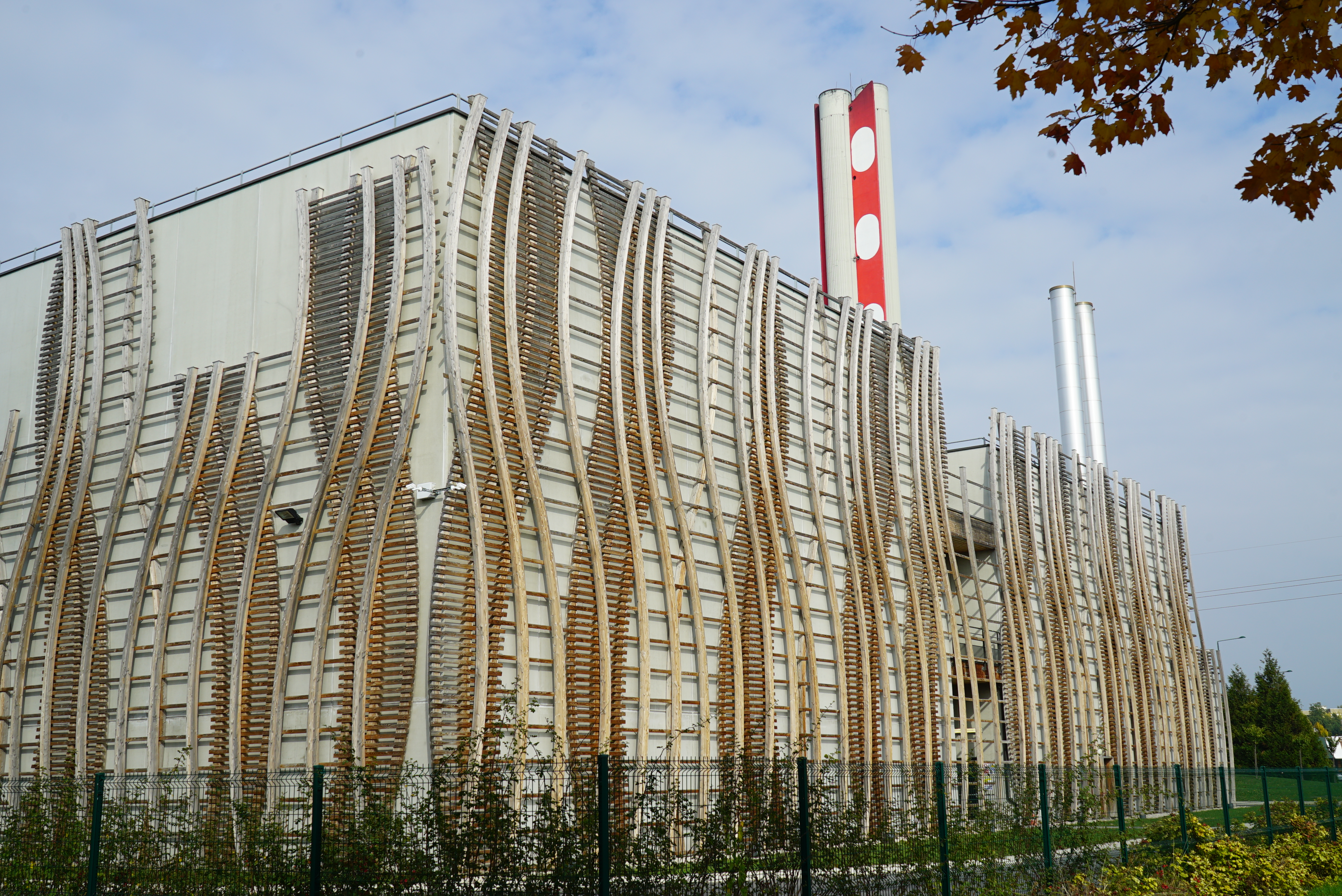
Chaufferie
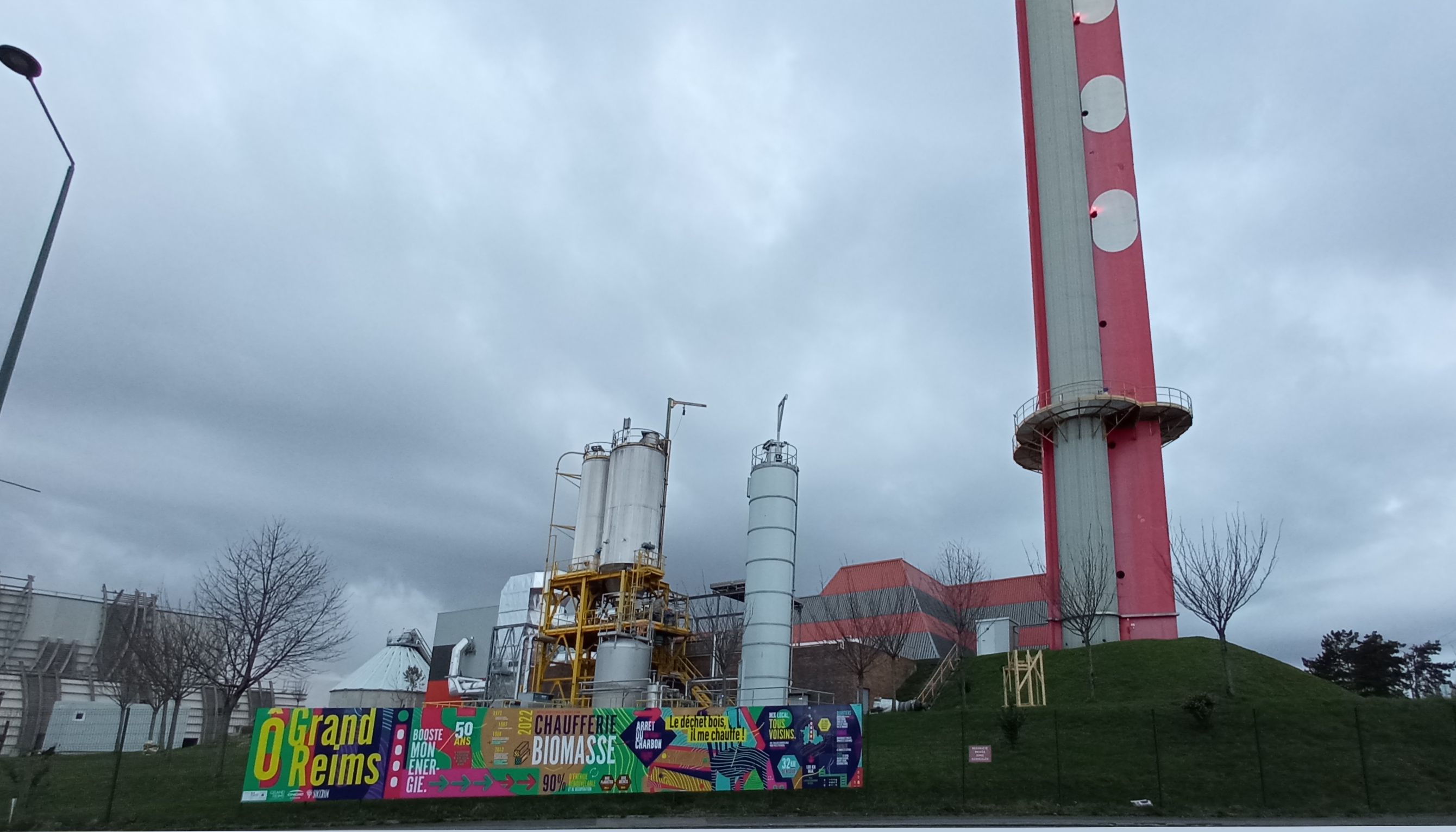
à biomasse.

## Desserte
Le quartier est au centre des dessertes de l'A34 cathédrale, Champigny, centre. Ces échanges existent, mais il faut traverser, traversée de courte durée, les autres quartiers.
Deux haltes ferroviaires sur la ligne Reims - Épernay sont périphériques les haltes Maison blanche et Franchet d'Espérey. Il se trouve à mi-chemin entre les gares centrales et T.G.V.